# Thorichthys affinis
Thorichthys affinis är en fiskart som först beskrevs av Günther 1862.  Thorichthys affinis ingår i släktet Thorichthys och familjen Cichlidae. Inga underarter finns listade i Catalogue of Life.